# Кайзер Вильгельм II (лайнер)
Второй корабль СС «Кайзер Вильгельм II», названный в честь германского императора, был пассажирским судном с водоизмещением 19 361 тонна, построенным в Штеттине, Германия (ныне Щецин, Польша). Строительство корабля было завершено весной 1903 года. Корабль был захвачен правительством США во время Первой мировой войны и впоследствии служил транспортным судном под названием USS Agamemnon. Знаменитая фотография, сделанная Альфредом Стиглицем под названием «Третий класс», а также описания условий путешествия в самом низком классе противоречат её блестящей репутации высококлассного высокоскоростного трансатлантического лайнера.